# Irina Yegórova
Irina Yegórova –nacida como Irina Chukova– (9 de junio de 1967) es una deportista soviética que compitió en natación sincronizada. Ganó dos medallas en el Campeonato Europeo de Natación de 1987, plata en la prueba de equipo y bronce en dúo.

## Palmarés internacional
| Campeonato Europeo | Campeonato Europeo | Campeonato Europeo | Campeonato Europeo |
| Año                | Lugar              | Medalla            | Prueba             |
| ------------------ | ------------------ | ------------------ | ------------------ |
| 1987               | Estrasburgo (URSS) | Medalla de plata   | Equipo             |
| 1987               | Estrasburgo (URSS) | Medalla de bronce  | Dúo                |